# Urodidae
De Urodidae zijn de enige familie van vlinders in de superfamilie Urodoidea. De wetenschappelijke naam van de familie werd voor het eerst gepubliceerd door Kyrki in 1984.

## Geslachten
- Anchimacheta
- Anomalomeuta
- Aperla
- Geoesthia
- Incawockia
- Paratiquadra
- Pexicnemidia
- Pygmocrates
- Spiladarcha
- Trichostibas
- Urodus
- Wockia